# Jason Wynn
Jason Broderick Wynn, noto anche come il Disgregatore oppure l'Anti-Spawn, è un personaggio immaginario della serie a fumetti Spawn, creato da Todd McFarlane. È un potente e corrotto uomo d'affari dalla spietata mente criminale ed è uno dei nemici principali di Spawn.

## Biografia del personaggio
Jason Wynn è un uomo d'affari spietato, ambizioso, carismatico, intelligente, corrotto e assettato di potere, è al centro di tutti i complotti che hanno condizionato il destino di Al Simmons. Dispone di grandi risorse in quanto è capo della branca newyorkese della CIA. Conosce l'esistenza di Spawn ed è ossessionato dallo scoprire le origini e gli obbiettivi di questo essere. Tra questi vi è Spawn che considera Wynn un principale nemico umano.

## Altri media
- Jason Wynn è l'antagonista principale della serie animata di Spawn. È doppiato da John Rafter Lee, e in italiano da Stefano De Sando.
- Jason Wynn è l'antagonista secondario del film live-action di Spawn del 1997, interpretato da Martin Sheen con la voce italiana di Ennio Coltorti.
- Il personaggio compare in eterno come uno degli antagonisti nei videogiochi Todd McFarlane's Spawn: The Video Game, Spawn: The Eternal, Spawn, Spawn: In the Demon's Hand e Spawn: Armageddon.
- Il personaggio non compare fisicamente ma viene solo menzionato nel videogioco Mortal Kombat 11.